# Juice Wrld
Jarad Anthony Higgins, ismertebb nevén Juice WRLD (Chicago, Illinois, 1998. december 2. – Oak Lawn, Illinois, 2019. december 8.) amerikai rapper, énekes és dalszerző. Az ismertséget az All Girls Are the Same és a Lucid Dreams kislemezei hozták meg neki, amely alapján végül Lil Bibby Grade A Productions kiadójához, valamint az Interscope Records-hoz szerződött.
Az All Girls Are the Same és a Lucid Dreams is bekerült Juice Wrld 2018-ban megjelent Goodbye & Good Riddance albumába, amely platina minősítést kapott az Amerikai Hanglemezgyártók Szövetségétől (RIAA). Az album pozitív kritikus fogadtatásban részesült, és még három kislemezt is tartalmazott: az Armed and Dangerous-t, a Lean wit Me-t és a Wasted-et. Miután egy Future-rel közös Wrld on Drugs mixtape-et is megjelentetett, Juice WRLD 2019-ben kiadta a második albumát, a Death Race for Love-ot, amely az első Billboard 200 élén szereplő albuma lett.

## Gyerekkora
Jarad Higgins 1998. december 2-án született Chicagóban. 1999-ben Homewoodba költözött, és a Homewood-Flossmoor Középiskolában tanult. Három éves volt, mikor szülei elváltak. Apja magára hagyta őt az édesanyjával, aki egyedül nevelte őt és bátyját. Anyja nagyon vallásos és konzervatív volt, és nem hagyta Higginst, hogy hiphopot hallgasson. Az viszont meg volt engedve, hogy azt a rock és popzenét hallgassa, amelyet különféle videójátékokon, mint például a Tony Hawk's Pro Skateren és a Guitar Herón talált. Ezek által ismerte meg Higgins Billy Idolt, a Blink-182-t, a Black Sabbathet, a Fall Out Boyt, a Megadeth-et és a Panic at the Discót.
Higgins súlyos kábítószer-használó volt tinédzserkorában. Hatodik osztályban kezdett el leant inni, 2013-ban pedig percoceteket és xanaxot használni. Cigarettázott is, amellyel végül az utolsó középiskolai évében hagyott fel egészségügyi problémák miatt.
Négyévesen tanult meg először zongorázni édesanyja ihletével, aki később tanórákért is fizetett. Higgins a gitárt és a dobot is kipróbálta, a zenekari osztályon pedig trombitált is. Középiskolai második évében kezdett el dalokat feltölteni a SoundCloudra, amelyeket mobiltelefonjával vett fel. Ekkortájt Higgins komolyabbra vette a rappelést.

## Pályafutása

### Nevének eredete és Karrierjének kezdete
Higgins az első középiskolai évében fejlődött előadóvá. Legelső száma 2015-ben jelent meg a SoundCloudon Forever néven. Ekkor még JuicetheKidd néven tevékenykedett. Nevét Tupac Shakur szerepe ihlette a Hosszú Lé (angolul Juice) c. filmben. Később Juice Wrld lett a neve, mert ez „a világ feletti hatalom átvételét képviseli”.

### 2017-2018: 999 EP, a Lucid Dreams és az All Girls Are the Same
Legutolsó producere Nick Mira volt, aki Higgins Too Much Cash számán végzett először produceri munkákat a rapper számára. Amíg a SoundCloudon jelenített meg projekteket és dalokat, Higgins egy gyárban dolgozott, ahonnan elbocsátották, miután elégedetlennek érezte magát a munkával. Miután csatlakozott az Internet Money internetes kollektívához, Higgins az első középlemezét is megjelentette 9 9 9 néven 2017. június 15-én. Ekkor jelent meg a Lucid Dreams is, amely áttörést jelentett a rapper számára, és a követőinek számát is megnövelte.
2017 közepe táján Higginsre több előadó is felfigyelt, mint például Waka Flocka Flame és Southside, valamint Chicagóból G Herbo és Lil Bibby is. Higgins végül a Lil Bibby társtulajdonában lévő Grade A Productions-höz szerződött.
2017 decemberében Higgins kiadott egy háromdalos középlemezt Nothings Different néven, amely több hiphop-blogban is megjelent, mint például a Lyrical Lemonade-ben. Így vált népszerűvé az All Girls Are the Same. 2018 februárjában egy Cole Bennett által rendezett zenei videó jelent meg. A videó megjelenése után Higgins 3 millió dollárért az Interscope Recordshoz szerződött, és a dal egy átdolgozott változata is megjelent Lil Yachty közreműködésével. Az All Girls Are the Same-et a kritikusok dicsérték: a Pitchfork magazintól a „Legjobb Új Zene” kijelölést kapta. Ez a dal, valamint a Lucid Dreams volt Higgins első megjelenése a Billboard Hot 100-as listáján, 92. és 74. helyen debütálva. 2018 májusában a Lucid Dreams hivatalosan is kislemezként jelent meg egy zenei videóval. A Hot 100-on a legjobb helyezése a második lett, és gyorsan az egyik legtöbbet streamelt dal lett 2018-ban.

### 2018: Goodbye & Good Riddance, a Too Soon EP, a No Bystanders, és a Wrld on Drugs
2018. május 23-án Higgins kiadta az első nagylemezét, a Goodbye & Good Riddance-t. Június 19-én megjelentetett egy kétdalos középlemezt Too Soon néven, amely Lil Peep és XXXTentacion emlékére lett dedikálva, miután utóbbi egy lövöldözésben életét vesztette. A Legends című dal a középlemezről a 29. helyet érte el Juice Wrld halála után.
Higgins első kislemeze Juice Wrld néven amelyben közreműködik Lil Uzi Vert, 2018. július 10-én jelent meg Wasted néven. Ezen a kislemezen Higgins Lil Uzi Verttel dolgozott együtt. A dalt hozzáadták a Goodbye & Good Riddance-hez, a Billboard Hot 100-as listájának pedig a 67. helyén debütált. Egy nappal később Higgins bejelentette, hogy már a következő albumán dolgozik. Később Higgins producere, Danny Wolf feltöltötte a SoundCloudra a Motions-t, ezzel egy hivatalos megjelenést adva a dalnak. Július 28-án Higgins az első turnéját is bejelentette WRLD Domination néven, amelyen felbukkant YBN Cordae és Lil Mosey is.
Higgins közreműködött Travis Scott Astroworld-jén, pontosabban a No Bystanders című számban, amely 31. helyezést ért el a Billboard Hot 100-as listáján. A késő esti televízióban is először felbukkant: a Jimmy Kimmel Live!-ban előadta a Lucid Dreams-t augusztus 8-án. Október 15-én megjelent a zenei videó az Armed and Dangerous című dalhoz, ugyanezen a napon pedig a Wrld on Drugs című Future-rel közös albumról az első kislemez, a Fine China is. A Wrld on Drugs, amely Higgins második mixtape-jének is számított, 2018. október 19-én jelent meg az Epic Records kiadásával. Higgins a Pókember: Irány a Pókverzum! filmzenéjéhez is hozzájárult.

### 2019: Death Race for Love album és Tour,  The Nicki Wrld Tour, a BTS, a Bandit és további kislemezek
2018 decemberében Ski Mask the Slump God bejelentette, hogy ő és Juice Wrld egy közös mixtape-et jelenítenek meg 2019-ben, Evil Twins néven. A duó egy turnét is bejelentett 2019-re, 30 koncerttel egész Észak-Amerikában, még mielőtt Juice Wrld februárban megerősítette, hogy a második stúdióalbuma, a Death Race for Love 2019. március 8-án jelenik meg. Ezután csatlakozott a The Nicki Wrld Tourhoz, melynek során Nicki Minaj-zsal lépett fel. Április 9-én megjelent a zenei videó a Fast című dalhoz. Később az év során Higgins több kislemezt is megjelentetett: az All Night-ot a BTS két rapperével, RM-mel és Sugával, a Hate Me-t Ellie Gouldinggal, a Run-t, a Graduation-t Benny Blancóval, valamint a Bandit-et NBA YoungBoy-jal.

### 2020: Legends Never Die (az első posztumusz album), a Godzilla és további közreműködések
Az első posztumusz dala, Eminem-mel való közreműködése volt, mely a "Godzilla" nevet kapta, és Eminem 2020 januárjában kiadott "Music to Be Murdered By" albumán szerepel.
2020. január 22-én családtagjai és csapatának tagjai Grade A Productions-től bejelentést tettek Higgins Instagram-fiókjában. A bejelentésben megköszönik a rajongóknak Higgins iránti szeretetüket, ez megerősítette a zenék kiadására irányuló szándékát, amelyen halálának idején még mindig dolgozott:
"Teljes szívünkből szeretnénk köszönetet mondani mindenkinek a kimondhatatlanul sok szeretetért, amit felénk és Juice felé tápláltok. Ti srácok az egész világot jelentettétek Juice-nak és a zenéi hallgatásával, a videói nézésével és a sztorikkal amiket ti raktok ki, életben tudjuk tartani őt. Azt tesszük, hogy tiszteletben tartjuk Juice tehetségét, a lelkét és a rajongói iránt érzett szeretetét, ezért még meg nem jelent zenéit és más projektjeit, amelyeken szenvedélyesen dolgozott ő is és mi is, megfogjuk osztani veletek. Chicago-ban hamarosan nyilvános tisztelgés lesz Juice számára, a részleteket hamarosan megosztjuk. Szeretjük Juice családját és a Grade A csapatát."
A második posztumusz dala 2020. február 28-án jelent meg, a G Herbo-val közös dal a "PTSD" nevezetű albumon, a "PTSD" nevezetű dal volt, melyen még két másik rapper, Lil Uzi Vert akivel először kollaborált még a "Wasted" című dalán, és Chance the Rapper is közreműködtek.
2020. március 13-án jelent meg, "YNW Melly" amerikai rapper, "Melly vs. Melvin" című debütáló stúdió-albumának a "Suicidal" kislemez remixe, amelyben Higgins éneke szerepelt. A remix egy másik verset és outro-t tartalmazott, amelyet Higgins rögzített. A dal újra megjelent a Billboard Hot 100-on, és a remix kiadását követően a 20. helyen debütált. A remix még egy videoklipet is kapott.
2020. április 17-én megjelent a "No Me Ame" kislemez, amely egy többnyelvű együttműködés Higgins, a jamaicai producer "Rvssian" és a Puerto Rico-i rapper, Anuel AA között. A "No Me Ame" zenei videó háttérben megjelenik egy számítógéppel generált Higgins mint angyalkép.
2020. április 23-án Higgins csapata bejelentette Instagram-fiókjában, hogy az első posztumusz kislemezét, a „Righteous”-t, ma éjszaka adnak ki. A dalt 2020. április 24-én éjfélkor adták ki, egy videoklippel együtt, melyet Steve Cannon rendezett, ezt Higgins YouTube csatornájára töltöttek fel. Higgins a dalt otthoni stúdiójában, Los Angeles-ben vette fel. Május 29-én Cole Bennett rendezett zenei videóval együtt megjelent a Trippie Redd-el közös,"Tell Me U Luv Me" nevezetű dal. Ezeket a dalokat bele kell foglalni az első posztumusz albumába, melynek címe "The Outsiders" melynek a címe később "Legends Never Die" lett. 2020. június 12-én a Juice Wrld együttműködött, The Kid Laroi ausztrál rapperrel (akit Juice mentorált) a „Go” nevezetű dalon.
Július 6-án jelentették be az első posztumusz albumát, melynek neve "Legends Never Die" lett.  (magyarul: A legendák sosem halnak meg) Az album harmadik kislemeze a "Life's a Mess", "Halsey"-vel közös daluk, melyet ugyanezen a napon adtak ki egy videoklippel egyetemben. Pár nappal később egészen pontosan Július 8-án megjelent az album negyedik és egyben utolsó kiselemeze is, mely Marshmello-val együtt készített dal a "Come & Go" lett. (A Come & Go jelenleg (2020. július 14-én) Spotify-on az USA toplistájának 1. helyét foglalja el. Az album 2020 július 10-én lett kiadva 17 dallal (melyből 1 intro, 1 outro és 2 interlude) és 4 kislemezzel. Az album kiadásának dátumától még mindig vezeti Spotify-on és Apple Music-on is a globális listát. Spotify-on kiadott albumok egész történelemben a harmadik leghallgatottabb album a kiadását követő első napon a maga 74.6 millió hallgatottságával. 2020-ban eddig ez a leghallgatottabb album az egész világon. Spotify-on és Apple Music-on is az összes dal az albumról bekerült a globális Top 25-be. (még a 2 interlude, az intro és az outro is) Juice a legtöbbet hallgatott előadó volt Spotify-on több mint 91 millió hallgatottsággal.
A "Conversations" nevezetű dala Top 1-ként debütált Spotify-on (3.45 millió hallgatottsággal) és Apple Music-on is (A "Come & Go" azóta átvette a Top 1-et Spotify-on) , 2020-ban eddig az a legtöbbet hallgatott dal a debütálásának napján. Minden egyes dal Spotify-on, az első napon több mint 2 millió hallgatottság felett járt.

## Magánélete és halála
Higgins rengetegszer élt vissza kábítószerekkel, és nyíltan beszélt tapasztalatairól. Barátnőjével, Allyvel Los Angelesben élt. 2019 elején kezdtek el járni.[forrás?]
2019. december 8-án Higgins egy Gulfstream magánrepülőgép fedélzetén tartózkodott, amely a Los Angeles-i Van Nuys-i Repülőtérről indult a chicagói Midway nemzetközi repülőtérre, ahol rendészeti tisztviselők várták a gép érkezését, mivel a pilóta útközben észrevette, hogy a fedélzeten pisztolyok és drogok is voltak. A tisztviselők bejelentették, hogy három kézifegyvert és 70 font (32 kg) marihuánát találtak a repülőgépen. Azt is mondták, hogy Higgins ügyintéző csapatának több tagja tanúskodott, hogy Higgins „számos ismeretlen tablettát” vett be, köztük állítólag extasyt, hogy elrejtse azokat a poggyászt kutató rendőrök elől.
Higgins ezután görcsöt és rohamokat kapott. A Narcan sürgősségi gyógyszerből adtak neki két adagot, mivel opioid-túladagolásra gyanakodtak. Higginst ezután a közeli Advocate Christ Medical Center egészségügyi központba szállították, ahol 21 évesen életét vesztette.
Temetését 2019. december 13-án tartották az illinois-i Harvey-ban található Holy Temple Cathedral Church of God in Christ-ben. Családja és számos barátja jelen volt, köztük Ski Mask the Slump God és Young Thug rapperek is.

## Diszkográfia
- Goodbye & Good Riddance (2018)
- Death Race for Love (2019)
- Legends Never Die (2020)
- Fighting Demons (2021)
- The Party Never Ends (2024)

## Turnék
- WRLD Domination
- The Nicki Wrld Tour[47]
- Death Race for Love Tour

## Fordítás
Ez a szócikk részben vagy egészben  a   Juice Wrld című angol Wikipédia-szócikk fordításán alapul.  Az eredeti cikk szerkesztőit annak laptörténete sorolja fel. Ez a jelzés csupán a megfogalmazás eredetét és a szerzői jogokat jelzi, nem szolgál a cikkben szereplő információk forrásmegjelöléseként.